# カルロス・マリゲーラ

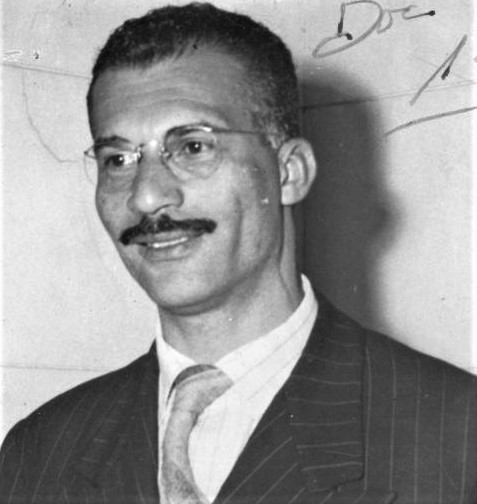
カルロス・マリゲーラ（1946年から47年頃）

カルロス・マリゲーラ（Carlos Marighella、1911年12月5日 - 1969年11月4日）は、ブラジルのマルクス主義革命家。都市ゲリラの民族解放行動(ALN)を指揮し、軍事政権に抵抗した。著書｢都市ゲリラ教程｣で都市ゲリラの戦術について書いている。
1911年12月5日、バイーア州サルヴァドールで貧しいイタリア系移民の家庭に生まれ、ブラジル共産党の執行委員会に所属して国会議員を務めた。1932年に投獄され、1939年から1942年まで再度投獄されていた。その後、フィデル・カストロを支持して党から追放され、ALNを組織して銀行強盗や外国大使の誘拐を繰り返した。
1969年11月4日、サンパウロ市内で警察の待ち伏せ攻撃を受け射殺された。